# Компенсація реактивної потужності
Компенса́ція реакти́вної поту́жності - цілеспрямована дія на баланс реактивної потужності в конкретному вузлі електроенергетичної системи з метою зменшення втрат електричної енергії та регулювання напруги.
Реактивна потужність і енергія погіршують показники роботи енергосистеми, тобто завантаження реактивними струмами генераторів електростанцій збільшує витрату палива; збільшуються втрати в мережах і приймачах; збільшується спад напруги в мережах.
Основні споживачі реактивної потужності — асинхронні електродвигуни, які споживають 40% всієї потужності спільно з побутовими і власними потребами; електричні печі 8%; перетворювачі 10%; трансформатори всіх ступенів трансформації 35%; лінії електропередачі 7%.
Реактивний струм додатково навантажує лінії електропередачі, що призводить до збільшення перерізів проводів і кабелів і відповідно до збільшення капітальних витрат на зовнішні і внутрішні мережі. Реактивна потужність разом з активною потужністю враховується постачальником електроенергії, а отже, підлягає оплаті по тарифах, що діють, тому складає значну частину рахунку за електроенергію.

## Загальні положення
Найбільш дієвим і ефективним способом зниження споживаної з мережі реактивної потужності є застосування установок компенсації реактивній потужності (конденсаторних установок). Використання конденсаторних установок дозволяє:
- розвантажити живлячі лінії електропередачі, трансформатори і розподільні пристрої;
- зменшити витрати на оплату електроенергії; при використанні певного типу установок знизити рівень вищих гармонік;
- подавити мережеві перешкоди, понизити несиметрію фаз;
- зробити розподільні мережі надійнішими і економічнішими.

Споживач електричної енергії зобов'язаний підтримувати рівень реактивної потужності в розподільчій мережі відповідно до значення економічно оптимальної реактивної потужності, яка може бути передана підприємству в режимах найбільшого і найменшого активного навантаження енергосистеми.
Розглядаючи можливості максимального наближення компенсуючих установок (КУ) до електроприймачів, які споживають велику реактивну потужність, необхідно враховувати наступні чинники:
1. За інших рівних умов великий ступінь компенсації реактивної потужності слід забезпечувати у електроспоживачів, розташованих найбільш далеко від ТП.
2. Найбільш доцільно використання КУ у електроспоживачів з великим числом годин роботи в році.
3. При виборі місць установки КУ необхідно прагнути до підключення їх під загальний комутаційний апарат з електроприймачем, щоб уникнути витрат на додатковий апарат.
4. Відповідно до вимог електропостачальної організації необхідно забезпечувати не тільки задане споживання в максимум активного навантаження енергосистеми, але і витримувати необхідне споживання в її мінімум. З цієї умови випливають вимоги до регулювання КУ.

Залежно від виду використовуваного устаткування електричне навантаження підрозділяється на активне, індуктивне і ємнісне. Найчастіше споживач має справу із змішаними активно-індуктивними навантаженнями. Відповідно, з електричної мережі відбувається споживання як активної, так і реактивної енергії.
Активна енергія перетвориться в корисну — механічну, теплову та ін. енергії. Реактивна енергія не пов'язана з виконанням корисної роботи, а витрачається на створення електромагнітних полів в електродвигунах, трансформаторах, індукційних печах, зварювальних трансформаторах, дроселях і освітлювальних приладах.
У загальному випадку вираз для визначення реактивної потужності має вигляд Q = U × I × sinφ. Вона позитивна при струмі, який відстає (індуктивне навантаження — 0 < φ < 180) і негативна при струмі, який випереджає (ємнісне навантаження — 180 < φ < 360). Показником споживання реактивної енергії (потужності) є коефіцієнт потужності cosφ, який показує співвідношення активної потужності Р і повної потужності S, що споживається електроприймачами з мережі: P = S × cosφ. Одиницею вимірювання реактивної потужності є вольт-ампер реактивний (ВАр).
Значення коефіцієнта потужності незкомпенсованого устаткування наведені нижче. В оптимальному режимі показник повинен прямувати до одиниці і відповідати нормативним вимогам.
- Асинхронний електродвигун до 100 кВт: 0,6-0,8
- Асинхронний електродвигун 100–250 кВт: 0,8-0,9
- Індукційна піч: 0,2-0,6
- Зварювальний апарат змінного струму: 0,5-0,6
- Електродугова піч: 0,6-0,8
- Лампа денного світла: 0,92

Реактивна потужність, яка споживається промисловим підприємством у кожній даній точці мережі, визначається величиною намагнічувальної потужності, яка необхідна для окремих елементів електроустановки, які розташовані за даною точкою в напрямку передачі енергії. Реактивні навантаження підприємств не залишаються незмінними не тільки протягом більш-менш тривалих проміжків часу доби місяця року, але й протягом однієї виробничої зміни. Ці навантаження безупинно змінюються залежно від виробничої програми окремих струмоприймачів, від ступеня їхнього завантаження і відносної тривалості ввімкнення, від коливань напруги в мережі, від якості обслуговування устаткування експлуатаційним і ремонтним персоналом та від інших факторів.
Компенсація реактивної потужності є найдешевшим і ефективним засобом підвищення техніко-економічних показників електропостачання, який зменшує всі види втрат електроенергії.

## Основи компенсації
Найбільш дієвим і ефективним способом зниження споживаної з мережі реактивної потужності є застосування установок компенсації реактивної потужності (конденсаторних батарей, синхронних двигунів і синхронних компенсаторів). За рахунок приєднання до мережі компенсуючого пристрою КП зменшуються втрати потужності і напруги. На практиці коефіцієнт потужності після компенсації знаходиться в межах від 0,93 до 0,99.
Відносну ефективність зменшення реактивного навантаження в тому чи іншому пункті електричної мережі можна оцінити за допомогою так званого економічного еквівалента реактивної потужності. Економічний еквівалент чисельно дорівнює зменшенню втрат активної потужності в мережах при зменшенні реактивного навантаження на 1 кВАр.

## Використання конденсаторних установок
Одинична компенсація — краща там, де: потрібна компенсація потужних (понад 20 кВт) споживачів; потужність, яка споживається постійно протягом тривалого часу.
Групова компенсація — застосовується для випадку компенсації декількох індуктивних навантажень, які розташовані поруч і вмикаються одночасно, підімкнених до одного розподільного пристрою і які компенсуються однією конденсаторною батареєю.
Централізована компенсація. Для підприємств, які потребують змінної реактивної потужності постійно ввімкнені батареї конденсаторів не прийнятні, оскільки при цьому може виникнути режим недокомпенсації або перекомпенсації. У цьому випадку конденсаторна установка оснащується спеціалізованим контролером і комутаційно-захисною апаратурою. При відхиленні значення cosφ від заданого значення контролер вмикає або відмикає ступені конденсаторів. Перевага централізованої компенсації полягає в наступному: ввімкнена потужність конденсаторів відповідає спожитій в конкретний момент часу реактивній потужності без перекомпенсації або недокомпенсації.
При виборі конденсаторної установки необхідна потужність конденсаторів визначається як
Qc = P × (tgφ1 — tgφ2), де
tgφ1 — коефіцієнт потужності споживача до встановлення компенсувальних пристроїв;
tgφ2 — коефіцієнт потужності після встановлення компенсувальних пристроїв (бажаний або коефіцієнт, який задає енергосистема).
Режим роботи конденсаторних установок повинен виключати можливість роботи підприємств із випереджальним коефіцієнтом потужності. У зв'язку із цим найдоцільнішим є застосування автоматичного регулювання потужності конденсаторних установок за напругою, за часом доби і за іншими параметрами.
Для розрахунку параметрів компенсаторної установки в мережі знімають характерні добові графіки навантаження і поточне значення cosφ, за якими визначають середнє значення коефіцієнта потужності за період. Знаючи фактичний і потрібний (за умовами компенсації) коефіцієнт потужності, а також споживання активної електроенергії, можна розрахувати потрібну потужність конденсаторної установки.